# Podział administracyjny Bermudów

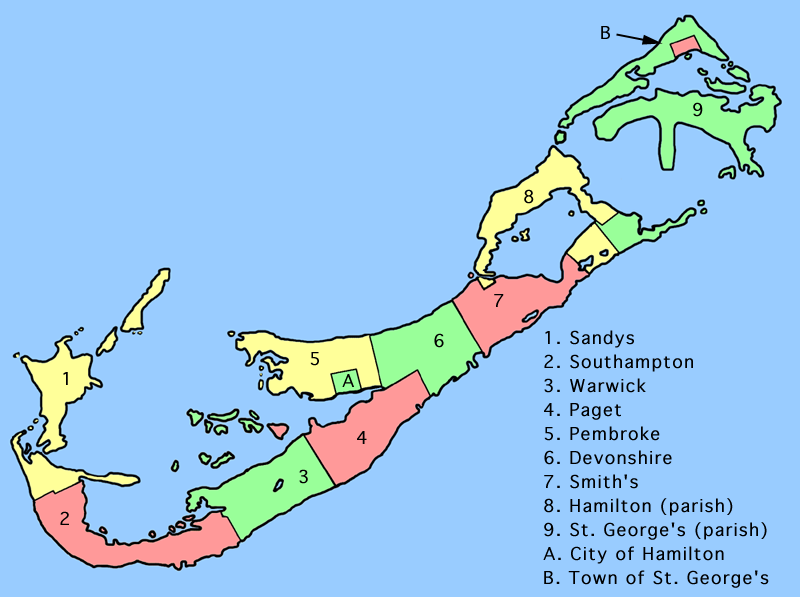
Podział administracyjny Bermudów

Bermudy dzielą się na 9 parafii i 2 okręgi.

## Parafie
| Lp | Nazwa parafii | Populacja (2016) | Populacja (2010) | Zmiana (%) | Powierzchnia (km²) | Gęstość zaludnienia |
| -- | ------------- | ---------------- | ---------------- | ---------- | ------------------ | ------------------- |
| 1. | Devonshire    | 7,087            | 7,330            | −3.3%      | 5.97               | 1,187.1/km²         |
| 2. | Hamilton      | 5,584            | 5,862            | −4.7%      | 5.97               | 935.3/km²           |
| 3. | Paget         | 5,899            | 5,702            | +3.5%      | 5.97               | 988.1/km²           |
| 4. | Pembroke      | 11,160           | 10,614           | +5.1%      | 5.97               | 1,869.3/km²         |
| 5. | St George's   | 5,659            | 6,422            | −11.9%     | 6.6                | 857.4/km²           |
| 6. | Sandys        | 6,983            | 7,653            | −8.8%      | 5.97               | 1,169.7/km²         |
| 7. | Smith's       | 5,984            | 5,406            | +10.7%     | 5.97               | 1,002.3/km²         |
| 8. | Southampton   | 6,421            | 6,633            | −3.2%      | 5.97               | 1,075.5/km²         |
| 9. | Warwick       | 9,002            | 8,615            | +4.5%      | 5.97               | 1,507.9/km²         |

## Okręgi
| Lp | Nazwa okręgu | Populacja (2016) |
| -- | ------------ | ---------------- |
| 1. | Hamilton     | 854              |
| 2. | St. George's | 1527             |